# Michael Dine
Michael Dine (* 12. August 1953 in Cincinnati, Ohio) ist ein US-amerikanischer theoretischer Physiker, der sich mit Elementarteilchenphysik jenseits des Standardmodells und insbesondere mit Supersymmetrie und Stringtheorie befasst.

## Leben
Dine studierte an der Johns Hopkins University (Bachelorabschluss 1974) und wurde 1978 an der Yale University promoviert. Er forschte danach am SLAC, war lange am Institute for Advanced Study und Henry Semat Professor am City College of New York. Er ist zurzeit Professor am Santa Cruz Institute of Particle Physics (SCIPP) der University of California, Santa Cruz.
Dine war Guggenheim Fellow und Sloan Research Fellow. Er ist Fellow der American Physical Society, die ihm für 2018 ihren Sakurai-Preis zusprach. 2010 wurde er in die American Academy of Arts and Sciences gewählt, 2019 in die National Academy of Sciences.

## Werk
Dine befasste sich mit der Phänomenologie (experimentell testbare Modelle für niedrige Energien) supersymmetrischer Erweiterungen des Standardmodells und der Superstringtheorie. Insbesondere sind dabei Mechanismen zum Bruch der in der Natur nicht beobachteten Supersymmetrie zu entwickeln. Dine untersuchte in den 1980er Jahren erste Feldtheorie-Modelle mit dynamischem Bruch der Supersymmetrie (DSB), teilweise mit Ian Affleck und Nathan Seiberg. Mit Willy Fischler und Mark Srednicki entwickelte er 1981 durch Eichbosonen und deren Superpartner aus einem verborgenen Sektor übertragenen Bruch der Supersymmetrie (Gauge mediated supersymmetry breaking), damals um supersymmetrische Technicolor Theorien zu entwickeln. Realistische Modelle für Dynamischen Bruch der Supersymmetrie untersuchte er allgemein (und in einem speziellen Modell) mit Affleck und Seiberg 1985 und neue Modelle für (gauge mediated) DSB entwickelte er 1995 mit Ann Nelson, Yuri Shirman, Yosef Nir.
Mit Fischler und Srednicki entwickelte er das Invisible Axion Modell. Auch später verfolgte er diese Theorie und deren kosmologische Auswirkungen (das Axion ist ein Kandidat für Dunkle Materie). Zur Erklärung des Materie-Antimaterie Ungleichgewichts im Universum schlug er mit Ian Affleck den Affleck-Dine-Mechanismus vor. Dabei wechselwirken in einer supersymmetrischen Theorie die skalaren Partner der Fermionen (die Baronen- und Leptonenzahl tragen) in die Baryonenzahl verletzender Weise mit dem skalaren kosmologischen Inflaton-Feld. Der Mechanismus liefert auch Kandidaten für dunkle Materie (Fluktuation der skalaren Quark-Partnerfelder, Q-Balls).
Mit Ryan Rohm, Nathan Seiberg und Edward Witten untersuchte er Gluino Kondensation in der Stringtheorie, mit Witten und Seiberg die Rolle des Fayet-Iliopoulos-D-Terms und mit X. G. Wen, Seiberg und Witten nichtstörungstheoretische Effekte (Instantonen) auf der Weltfläche (Worldsheet) der Strings.
Er beschäftigte sich auch intensiv mit Anwendungen der Superstringtheorie in der Kosmologie.

## Schriften (Auswahl)
- Supersymmetry and String Theory - Beyond the Standard Model, Cambridge University Press 2007, 2. Auflage 2015
- Supersymmetry phenomenology (with a broad brush), 1996, Arxiv
- Herausgeber: String theory in four dimensions, Band 1, North Holland, 1988 (Reprint Sammlung)